# Lipnica (Radovljica, Slovenija)
Lipnica je naselje u slovenskoj Općini Radovljici. Lipnica se nalazi u pokrajini Gorenjskoj i statističkoj regiji Gorenjskoj. 

## Stanovništvo
Prema popisu stanovništva iz 2002. godine naselje je imalo 54 stanovnika.